# Auetal
Auetal is een gemeente in de Duitse deelstaat Nedersaksen, gelegen in het Landkreis Schaumburg. Tot Auetal behoren 16 dorpen met onder andere Rehren (waar ook het gemeentehuis staat), Rolfshagen en Kathrinhagen. De gemeente telt 6.287 inwoners. Naburige steden zijn onder andere Bückeburg, Obernkirchen en Rinteln.

## Delen van de gemeente

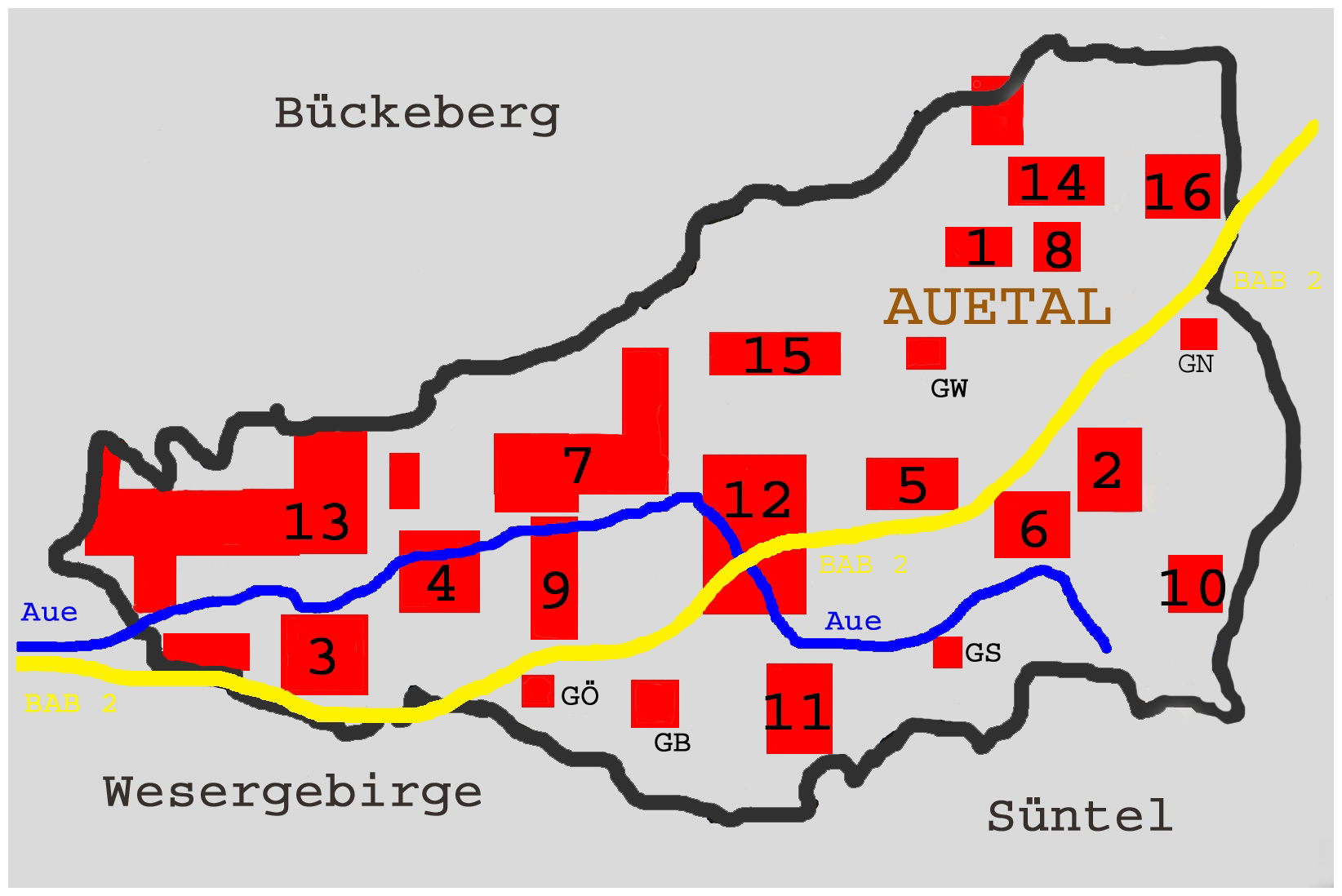
Kaartje met ligging der diverse dorpen in Auetal

1. Altenhagen
2. Antendorf
3. Bernsen mit Bernser Landwehr
4. Borstel
5. Escher
6. Hattendorf
7. Kathrinhagen
8. Klein Holtensen
9. Poggenhagen
10. Raden
11. Rannenberg
12. Rehren; zetel van het gemeentebestuur
13. Rolfshagen
14. Schoholtensen
15. Westerwald
16. Wiersen

Rolfshagen is met circa 1.750 inwoners het grootste dorp van de gemeente, gevolgd door Rehren (1.200),  Kathrinhagen (circa 875) en Borstel (ruim 650 inwoners).

## Verkeer
De gemeente wordt door de Autobahn A2 doorsneden. Bij Rehren is een afrit (nr. 36) van deze Autobahn.
De gemeente leeft van enig toerisme, vanwege de fraaie ligging in het Wezerbergland en in mindere mate van de landbouw en van lokaal midden- en kleinbedrijf. De meeste winkels e.d., alsmede het gemeentehuis en het enige industrieterrein van de gemeente, bevinden zich te Rehren.  Het plaatselijke Heimatmuseum (streekmuseum) staat te Hattendorf.

## Bezienswaardigheden
De bezienswaardigheden bestaan uit een drietal interessante dorpskerken, o.a. de St. Eligiuskerk te Hattendorf, en uit enige kastelen en landhuizen, o.a. Gut Wormsthal, die geen van alle van binnen bezichtigd kunnen worden, daar zij bewoond worden. Het gemeentelijke streekmuseum staat in Hattendorf.

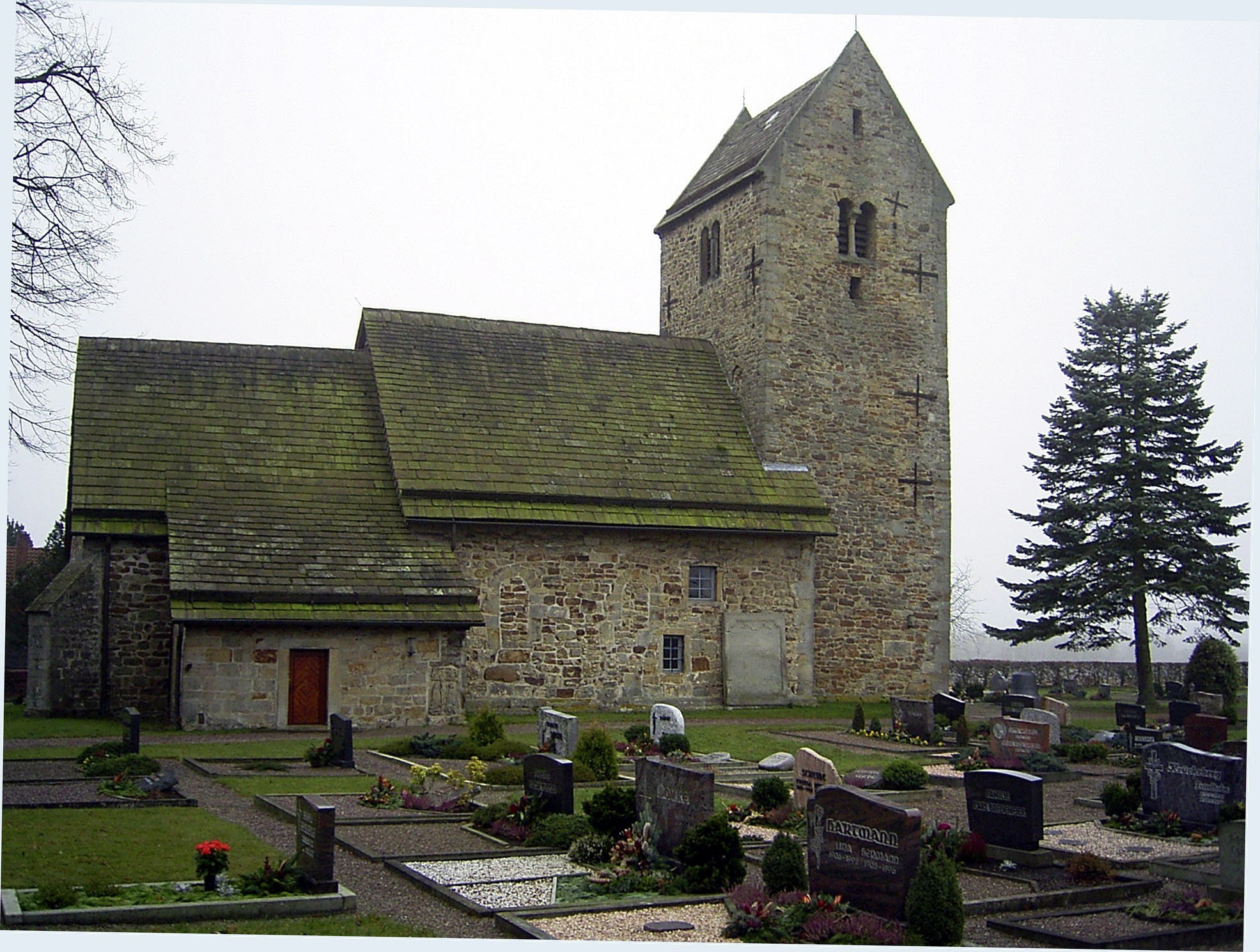
Evang.-lutherse kerk St. Catharina, Kathrinhagen (13e eeuw)

- Gemeinsame Normdatei: 4104206-2
- Virtual International Authority File: 242570592

Ahnsen · 
Apelern · 
Auetal · 
Auhagen · 
Bad Eilsen · 
Bad Nenndorf · 
Beckedorf · 
Buchholz · 
Bückeburg · 
Hagenburg · 
Haste · 
Heeßen · 
Helpsen · 
Hespe · 
Heuerßen · 
Hohnhorst · 
Hülsede · 
Lauenau · 
Lauenhagen · 
Lindhorst · 
Lüdersfeld · 
Luhden · 
Meerbeck · 
Messenkamp · 
Niedernwöhren · 
Nienstädt · 
Nordsehl · 
Obernkirchen · 
Pohle · 
Pollhagen · 
Rinteln · 
Rodenberg · 
Sachsenhagen · 
Seggebruch · 
Stadthagen · 
Suthfeld · 
Wiedensahl · 
Wölpinghausen